# Bhachau
Bhachau è una suddivisione dell'India, classificata come municipality, di 25.389 abitanti, situata nel distretto del Kutch, nello stato federato del Gujarat. In base al numero di abitanti la città rientra nella classe III (da 20.000 a 49.999 persone).

## Geografia fisica
La città è situata a 23° 16' 60 N e 70° 20' 60 E e ha un'altitudine di 40 m s.l.m..

## Società

### Evoluzione demografica
Al censimento del 2001 la popolazione di Bhachau assommava a 25.389 persone, delle quali 13.310 maschi e 12.079 femmine, per un totale di 5.703 nuclei familiari.